# 苗傅
苗傅（？ —1129年7月21日），山西上黨人，南宋初年將領，因不滿權臣勾結宦官並把持朝政，和劉正彥率領所部的赤心軍發動苗劉兵變，最後失敗而在建康被磔棄市。

## 家世背景
苗傅為上黨人，祖父苗授曾在宋神宗元豐年間擔任殿前都指揮使，父親苗履曾在宋徽宗崇寧年間參與熙河開邊的戰事，隨麟州都巡檢高永年大戰羌人，攻取湟州、鄯州。

## 早年任官
1127年，宋高宗在河北相州開河北兵馬大元帥府並自任大元帥，在南下途中，信德守將梁揚祖率部萬人來會，苗傅與張俊、楊沂中、田師中等都隸屬他的麾下，苗傅負責護衛隆祐太后南下，率所布八千人駐守臨安（即杭州）。

## 苗劉兵變
宋高宗寵幸康履等宦官，放任他們作威作福，權臣王淵因和宦官勾結而節節高升，擔任御營都統制和樞密使，甚至利用職權將本應運送兵馬的戰船用來運送自己的財物，使數萬兵馬失陷金營，且事後只被免除樞密使的職位。王淵和宦官還在城內搜刮百姓、強占民宅，讓苗傅及其部隊十分不滿。
當時臨安只有苗傅率領的赤心軍，劉光世、張俊等都分守其他要害，不在城內。苗傅自負世有功勞，不滿王淵扶搖直上，威州刺史劉正彥則不滿王淵隨意徵召他的軍隊，且赤心軍多為北方人，都不滿王淵和宦官的所作所為。他們選在王淵退朝必經的一座橋上埋伏兵馬，趁王淵退朝時將其拖下馬並殺死，隨後在城內大肆屠殺宦官，並率軍包圍皇宮，兵臨城下，高宗親自登上城樓查看。
苗傅等大聲數落高宗不辨忠奸，任用奸臣，要求殺康履以謝三軍，高宗將康履從城頭用竹籃垂下給叛軍腰斬，並隨即分封苗傅為御營都統制，劉正彥為御營副都統制，然而叛軍沒有退去，反而進一步要求高宗退位，另立幼君趙敷，並請出隆祐太后垂簾聽政。叛軍命退位的高宗移居睿聖宮。
由於苗傅、劉正彥等缺乏謀略，宰相朱勝非在內迷惑叛軍，且巧妙拒絕叛軍的各種無理要求；張浚、韓世忠、張俊、劉光世、呂頤浩等在外集結兵馬，並大舉出兵勤王，苗傅等慌了手腳，連忙採納朱勝非的意見，奏請高宗還宮復位。高宗封苗傅為淮西制置使、劉正彥為淮西制置副使，將他們引出首都。苗、劉向高宗請求賜予鐵券，保證寬恕他們的罪刑，高宗利用他們學問不豐，賜予他們寫著「除大逆外，余皆不論」，的鐵券，兩人以為安全了，率兩千精銳逃出臨安。
不久，勤王討逆軍進城。苗傅和劉正彥率軍逃亡，侵犯許多郡縣，韓世忠率軍追捕，在浦城捕獲了劉正彥。
苗傅則變更姓名，在逃亡建陽時被發現，押送至韓世忠處。於是韓世忠宣布班師，苗傅和劉正彥在建康被磔棄市。

## 評價
苗傅在宋史中和張邦昌、劉豫、杜充、吳曦等被歸在卷475的叛臣上。

## 延伸阅读
[在维基数据编辑]
 《宋史·卷475》，出自脱脱《宋史》